# Metamorpha stygiana
Metamorpha stygiana är en fjärilsart som beskrevs av William Schaus 1913. Metamorpha stygiana ingår i släktet Metamorpha och familjen praktfjärilar. Inga underarter finns listade i Catalogue of Life.